# 乌龙院前传
《乌龙院前传》是敖幼祥的漫画，为《乌龙院》系列的开始，内容主要讲述四师徒进乌龙院之前的故事与小师弟的身世。与《乌龙院四格漫画》相比，《前传》的人物性格更丰富、冲突更尖锐、人物关系更错综复杂

## 简介
一夫人带着自己的孩子被追杀，却不幸失足落下悬崖，所幸婴儿被树枝勾住活命，后婴儿的哭声引来乌龙院的两和尚。他们救下婴儿并暂时收留……

## 人物

### 妙林寺
星如
星眠、星覺的師兄，為了賽西施離開妙林，害星覺禪師必須終身守藏經閣，日後在無回谷收留了一名叫阿德的巨人，一天阿德撿回了墜崖的大師兄與小師弟，之後便是星如在照顧他倆並教了大師兄一些武功。為調理小師弟失序的內力，潛入藏經閣向星覺借取《天罡神骨經》，另以羊皮卷《鬼手地昊》相對照，後與星眠、星覺、活佛一同幫助小師弟打通任督二脈。在進攻魔教總壇時輕鬆打敗無愁、忘憂，且重創黑馬車阿蒙，但不敵屍人菊師爺而被小師弟所救，之後幫助小師弟打敗絕命天後仍回去無回谷過原本的山林生活。
星眠
妙林寺老掌門，長年閉關，為空海、空明、空圓、空智的師父。寺中平時事務已交由空明處哩，然而遇有爭端仍會請其出面做主，雖同情小師弟，但受空明言詞擠兌，為尊重寺規，設下七層塔禁食三天三夜、木人巷的考驗。在魔教總壇一役遭菊師爺屍人偷襲受傷，後又為保護空海、星如再受一爪而亡。
星覺
星眠的師弟，空福的師父。有守護藏經閣之責，因空海、空圓受有戒律，與徒弟空福代為管教大師兄與小師弟。星眠圓寂後，擔任新一代掌門人。
監寺師父
身材矮小的和尚，監督眾僧練功，在摩鳩、天龍、地虎闖入妙林時不慎撞到一人導致牙齒斷裂，不敵喇嘛，被擊飛。空明死後代理住持一職。
空海
烏龍院長眉師父。
空明
妙林寺住持，無花、左右護法的師父，習有妙林絕學月影手。與烏龍院兩位師父有嫌隙，時常與烏龍院作對，假公濟私出絆子。為人自私，毫無半點同門情誼，為奪掌門之位與黑馬車合作，調包星眠禪師交代左右護法送交西域喇嘛的信。最後於魔教總壇一役，受妙林寺眾人圍攻，自感罪虐深重，在菊師爺之屍偷襲時替空海承受一爪而亡。
空圓
烏龍院胖師父。
空智
多在老掌門身邊輔佐，袒胸、時常攜帶扇子，有如彌勒佛的形象，外號彌勒僧。常在空明與烏龍院兩位師父之間斡旋，後受星眠之命，與空福下山暗中尋訪小師弟的蹤跡並暗中保護。在太虛觀一役中掩護師兄弟離開被黑馬車擊斃。
空福
與星覺禪師一同守護藏經閣，外號妙林醉僧，身邊攜帶著葫蘆，喜愛喝酒，時而瘋癲，如濟公的形象。小師弟遭擄時與屍魔對掌，略勝一籌。後與空智受星眠之命下山尋訪並暗中保護小師弟。太虛觀一役中掩護師兄弟離開被黑馬車擊斃。
無花
空明的徒弟，有一朵花作為頭飾，在小師弟與大師兄初入妙林寺樹林時，欲出手教訓，然而反遭小師弟神功打跑。後於銅人挑戰時，亦由空明授意潛入刺殺小師弟，然而依舊以失敗收場。偷窺到星如與星覺的夜談，得知師兄弟在無回谷的情報，受空明之命將消息傳給魔教。
左右護法
空明的徒弟，初時與空明一同至烏龍院要揪出私藏的嬰兒，有人來寺作亂亦會作出護寺之舉。後被老掌門委以重任，送交信件至西域蓮花寺，未料信件遭空明調包，造成西域喇嘛與妙林寺的誤會。

### 丐幫
糊塗老丐仙
丐幫舵主，武功高強，在花蠍娘子手下救出師兄弟，並引其進入丐幫。菊師爺帶領豺狼虎豹擄走王小青要脅交出小師弟時，受王班長感動，帶領丐幫分舵前往對峙救出小青。然而整個丐幫分舵因而遭魔教壞恨，後來遭黑馬車血洗，六十七名弟子遇害。
王班長
丐幫幹部，小青的父親，看似嚴厲實則對小師弟與大師兄十分關心。與老丐仙同遭黑馬車所害。
小土豆、大狗子、阿扁、二愣子、滷蛋
丐幫幫眾，誤以為師兄弟武藝高強，而眼見兩人遭幻手白魔毒打。
丐幫幫主
因群眾壓力不得不將師兄弟二人逐出丐幫，後聽聞妙林、西藏喇嘛要合力攻上魔教，亦召開長老會決議進攻魔教。最終攜帶丐幫左右護法上山，然而兩位長老遭竹劍、無憂擊敗，皆喪生於此役。

### 峨嵋派太虛觀
了因師太
太虛觀觀主，了塵、獨臂神尼的師姊，武功高強，與西藏喇嘛、空福對掌皆不落下風。出了名的難搞，看空福不順眼。在魔教圍攻太虛觀時，為掩護空福、空智、梅夫人與師兄弟由地道離開，被菊師爺擊斃。
了塵師太
獨臂神尼的師姊，在小師弟與喇嘛進入太虛觀時，蒙面假扮獨臂神尼哄騙他們離開，未料被在觀外查探情況的空智看出端倪。在魔教圍攻太虛觀時，被菊師爺擊斃。(後又被無極觀師太稱了靈)
獨臂神尼
小師弟的母親梅夫人，當年跳崖被劉寡婦所救。在逃離太虛觀時遭竹劍所俘，於魔教總壇與天首王重圓。最終兩夫妻與胖妞生活於妙林寺山腳下。
胖妞
劉寡婦的孫女，對小師弟頗有好感，是兩人的玩伴，劉寡婦死後，由空福趁了因師太不在送至太虛觀學功夫。與星如、小師弟合力擊殺黑馬車，報得奶奶、父母與眾師太之仇。

### 峨嵋派無極觀
了情師太
了因、了靈的師妹。
無極神尼
了因、了塵、了情等人師父，聽聞妙林與喇嘛聯手進攻魔教，亦率領觀中弟子前去助一臂之力。指點胖妞「落雁九式」劍法。與無愁、竹劍對掌時，遭黑馬車偷襲，死於其白骨陰爪功。一眾女尼亦在此役全軍覆沒。

### 西域蓮花寺喇嘛派
普拉瓦活佛
第六世活佛，受空明的假信，誤認妙林寺為殺害摩鳩等三人之兇，帶領座下三名弟子前往妙林挑戰。不知大弟子黑馬車加入魔教的訊息，後被妙林寺僧人點出。攜來中原之三名弟子於魔教總舵一役中全數陣亡。與丐幫幫主合力仍不敵黑馬車。結局孤身一人返回西域。
阿蒙
喇嘛派大師兄，參見魔教黑馬車。
摩詰
普拉瓦活佛弟子之一，摩鳩的師兄，與師兄弟三人隨活佛前往妙林寺討要說法，最終死於魔教總舵一役。
摩鳩
普拉瓦活佛六世之第六弟子，為天龍、地虎之師父。三人一行受菊師爺哄騙闖入妙林寺欲尋找失落的羊皮卷秘笈《鬼手地昊》，星眠禪師調解後離開追蹤小師弟等下落，引其進入太虛觀尋母，因以為小師弟等遭毒打，與太虛觀眾女尼起衝突，而後誤會解開，三人離開太虛觀不久遭黑馬車襲擊而亡。
小喇嘛
盜走教中秘笈羊皮卷，被天首王所救，成為其座下菊師爺，參見魔教菊師爺。
天龍
摩鳩徒弟，與師父、地虎三人前往中原尋覓羊皮卷蹤跡，回程遭黑馬車襲擊而亡。
地虎
摩鳩徒弟，與師父、天龍三人前往中原尋覓羊皮卷蹤跡，回程遭黑馬車襲擊而亡。

### 魔教
屍魔
五年前帶領魔教三屍槍環劍追殺梅夫人導致其跳崖，後再度帶領三屍潛入妙林寺藏經閣，出手打敗護閣靈猴與靈鶴無意間發現小師弟身上的火麒麟雪玉環，擄走小師弟時遭空福追上，兩人對掌勢均力敵，犧牲手下逃至山洞躲避，然因菊師爺為騙取小師弟信任，遭菊師爺背後偷襲一掌而亡。
天首王
原為朝廷王爺，小師弟的生父，一手創建魔教，練成陰殘魔功，後遭菊師爺背叛偷襲，黑馬車為套取羊皮卷下半段之口訣練法，將其監禁於魔教總舵。最終與梅夫人、胖妞生活於妙林寺山腳下，務農維生。
絕命天
還屍谷谷主，號稱白骨還屍絕命天，苦練多年秘學—白骨還魂，能使死屍還魂，武功蓋世，星如和空海聯手都對付不了的強者，魔教幕後之主使者，但平常都是讓阿蒙管理魔教，之後阿蒙殺死菊師爺，絕命天便用菊師爺的屍體做了屍人擊殺空明、星眠。終戰空海、星如、小師弟三人聯手擊敗絕命天，魔教總舵受眾人內力所震崩塌，絕命天遭活埋。
黑馬車阿蒙
魔教表面上的首領，實際幕後主使者為絕命天。原為魔教廚房伙伕阿蒙，本為西域喇嘛的大師兄，但因雙腳殘廢所以不被看重，投靠魔教天首王，之後得知菊師爺的陰謀與菊師爺一同囚禁天首王，成為魔教首領，同時於還屍谷投靠絕命天，利用絕命天的力量來穩固魔教，後被小師弟、星如、胖妞聯手殺死。
菊師爺
魔教梅蘭竹菊四尊者之一，心狠手辣，對手下也毫不留情。擅長易容，有千面修羅之稱。原身分為盜走西域普拉瓦活佛羊皮卷秘笈的小喇嘛。欲先行一步被判黑馬車取得羊皮卷，未料被識破，反遭黑馬車藏在羊皮卷中的毒針刺傷，最後慘死於黑馬車亂針之下，屍體被絕命天還魂控制。屍人被小師弟擊落於池中化為白骨。
花蠍娘子
客棧老闆娘，收留小師弟與大師兄打雜，實則是受菊師爺之命騙取小師弟信任，未料小師弟等偷聽到計畫而連夜逃跑，受命前往追擊，卻遭糊塗老丐仙打敗遭俘虜，被菊師爺以飛刀滅口。
虎豹豺狼四尊者
參與綁架王小青，並在後來於客棧中偷聽到丐幫進攻魔教的計畫與師兄弟的行蹤，擄走小師弟的路上遭遇空智、空福，被兩人打敗，未料虎尊者詐死，將梅夫人藏身太虛觀的資訊帶回魔教。
竹劍
梅夫人的師弟，與黑馬車、菊師爺一同圍剿太虛觀，打敗並抓走梅夫人，師兄弟前來阻攔時出手，使師兄弟失足墜落無回谷。
無愁
黑馬車手下，作無常裝扮。
無憂
黑馬車手下，作無常裝扮。

### 其他角色
劉寡婦
住在妙林寺山腳的寡婦，與孫女胖妞養雞相依為命。數年前救助小師弟的母親。與空海有一絲曖昧。兒子有向善之心叛出魔教，遭菊師爺毒手，自己後來亦因胖妞被菊師爺挾持，逼問羊皮卷下落，與其對敵承受一掌，雖由空海、空福以內力療傷，最後仍不治身亡。
田家庄少主
欺負小青，被師兄弟打跑，後找師父幻手白魔回來找場子。
幻手白魔
田家庄的打手師傅，仗著一身拳腳功夫欺辱丐幫，後遭路見不平的獨臂神尼所廢。
阿德
巨人，力大無窮，被星如收留前過著原始人的生活，用嗯咿嗚哇進行溝通，拯救墜落無回谷的師兄弟。